# Heba Ahmed (haltérophilie handisport)
Pour les articles homonymes, voir Heba Ahmed et Ahmed.
Heba Ahmed, née en 1981, est une haltérophile handisport égyptienne. 

## Carrière
Elle est médaillée d'or dans la catégorie des moins de 67,5 kg aux Championnats du monde de 2002 à Kuala Lumpur et aux Jeux paralympiques d'été de 2004 à Athènes.
Aux Jeux paralympiques d'été de 2008 à Pékin, Heba Ahmed est médaillée d'or dans la catégorie des moins de 82,5 kg.
Elle obtient aux Jeux paralympiques d'été de 2012 à Londres la médaille d'argent des plus de 82,5 kg.